# ホルテン兄弟
ホルテン兄弟（ドイツ語: Brüder Horten ）、ヴァルター・ホルテン（1913年 - 1998年）とライマール・ホルテン（1915年 - 1994年）はドイツの航空エンジニア。ホルテン兄弟とは4人兄妹であるが、第二次世界大戦時に、多くの全翼機・無尾翼機を設計・試作したことで、中兄のヴァルターと末弟のライマールがよく知られている。彼らの開発した航空機は、当時の技術水準としても非常に高度で先進的なものであった。
- 長兄：ヴォルフラム（Wolfram 、1912年3月3日 - 1940年5月20日）
- 中兄：ヴァルター（Walter 、1913年11月13日 - 1998年12月9日）
- 末弟：ライマール（Reimar 、1915年3月2日 - 1994年3月14日）
- 末妹：グンヒルト（Gunhild 、1921年1月29日 - ）

## 経歴
第一次世界大戦後、ヴェルサイユ条約でドイツは飛行機の製造を制限された為、民間の飛行機クラブ形式での飛行機研究が盛んに行われていた。ホルテン兄弟は少年期からグライダーや全翼機に興味を持ち、10代からそのような飛行クラブに関わる様になった。
彼らは1931年にはH Iを初飛行させ、主として設計は末弟のライマールが担当し、パイロットでもある中兄ヴァルターがその支援や試験を行っていた。彼らは、当時のドイツで盛んだったグライダー競技会の、子供向けスケールモデルグライダー部門に参加し、1931年 - 1933年で連続優勝した。

## 第二次世界大戦

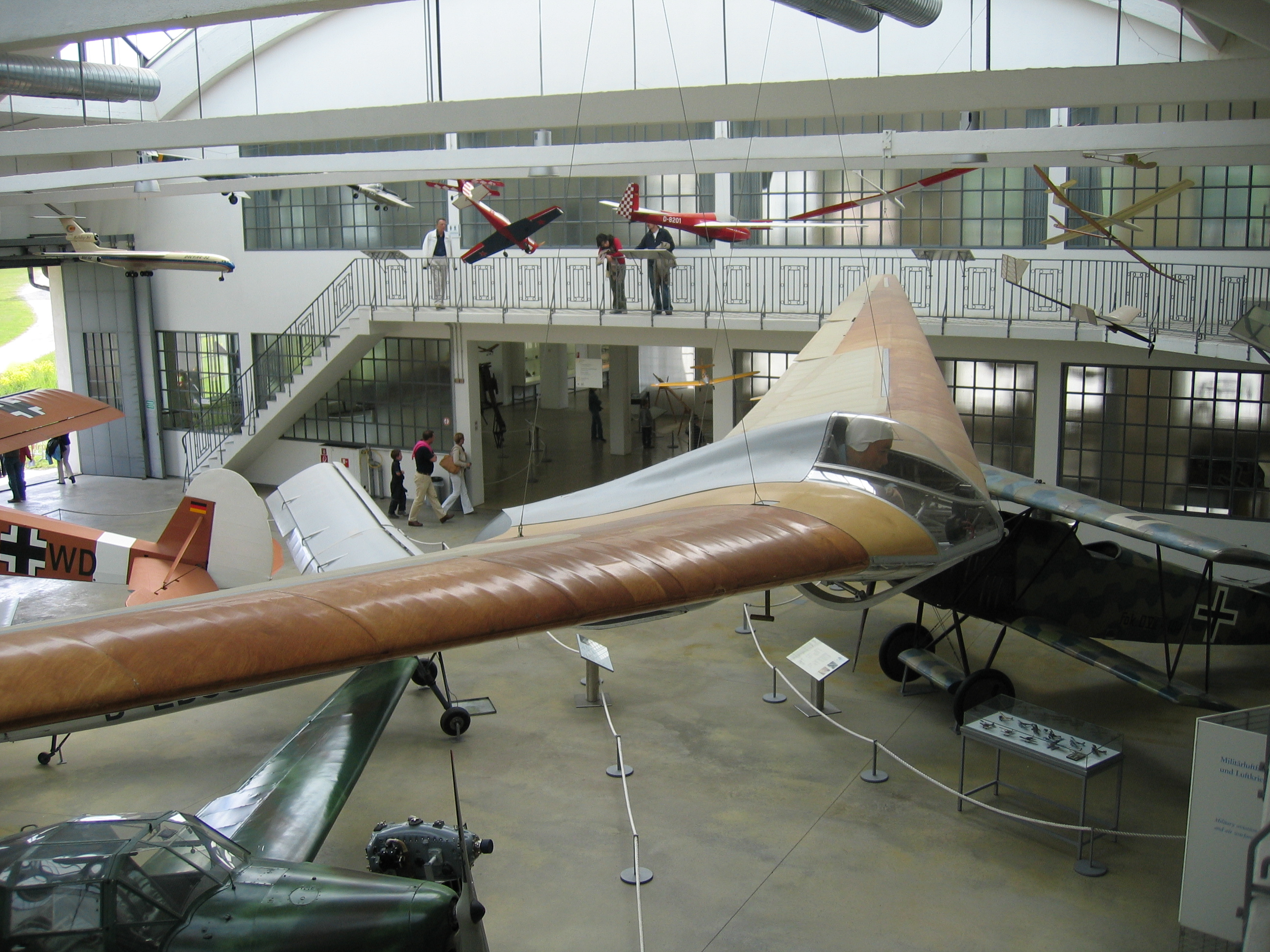
無尾翼グライダー H IV

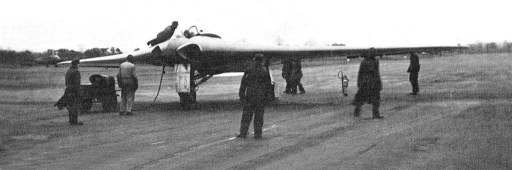
プロトタイプ H IX-V2

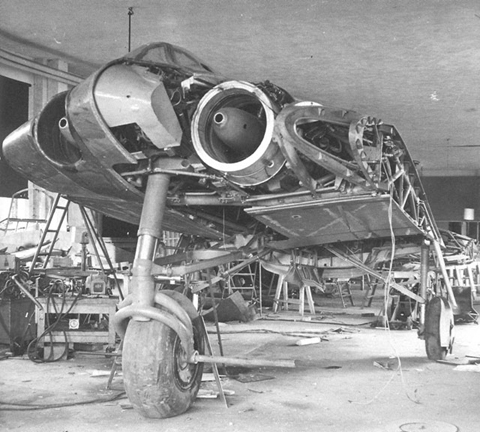
組立途上のHo229

1936年にドイツは再軍備し、兄弟は新生ドイツ空軍に入隊した。中兄のヴァルターはパイロットおよび情報士官、末弟のライマールは飛行教官として任官、彼らは空軍で勤務しながら、無尾翼機の研究開発を行っていたアレクサンダー・リピッシュの指導も受けて全翼機の設計・製作を続け、1936年から1938年の間にH II,III,IV,Vを誕生させた。長兄のヴォルフラムは 1940年5月20日にフランスのダンケルク付近でHe111爆撃機に搭乗して機雷敷設中に撃墜され戦死した。
1941年、戦闘機査察技術部に転任したヴァルターはライマールを転属させ、11月以降、兄弟揃って全翼機開発に取り組んだ。1943年、ヘルマン・ゲーリングは3×1000計画(„Projekt 3000“)を計画した。これは時速1,000km/hで1,000kg（＝1ton）の爆弾を搭載して1,000kmの距離を行動できる爆撃機を作るというもので、2月に兄弟は、この計画に対してジェットエンジンを動力とする全翼機を製作するというホルテンIX計画で応募した。提案書では速度900km/h、爆弾搭載量700kg、航続距離2,000kmであった。8月にゲーリングは彼らと面会し、提案内容を承認。ドイツ空軍は彼らに50万ライヒスマルクの援助を約束し計画は実行されることとなった。
ヴァルターとライマールは軍の援助を受けて、全翼ジェット機の開発を進めた。1945年初頭、試作機の性能を評価され、ホルテン Ho229として制式化されたが、先行量産化の途上で終戦を迎えた。

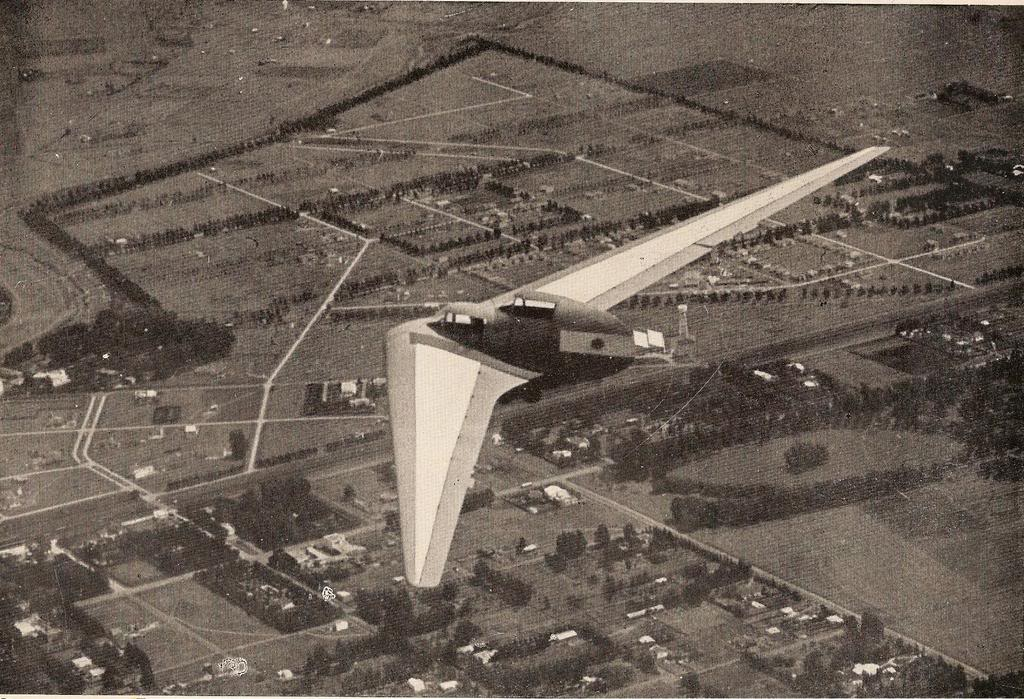
無尾翼グライダー I.Ae.34

## 第二次世界大戦後

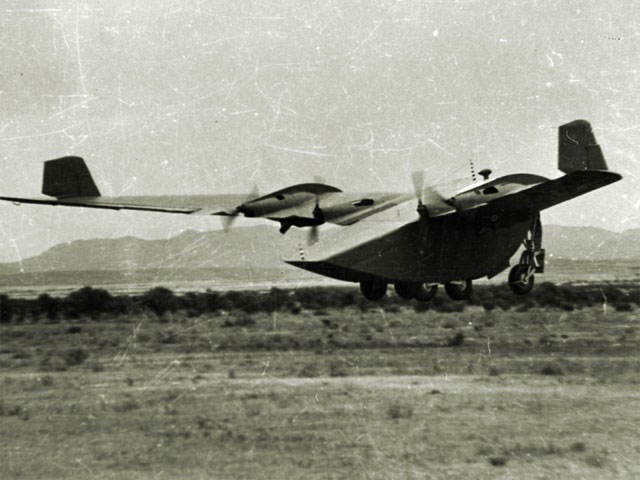
試験中のI.Ae.38

ヴァルター
ヴァルターは戦後も西ドイツに留まって、新生ドイツ連邦空軍の将校になった。 1998年、バーデン＝バーデンで死去。
ライマール
ライマールは活動の場をアルゼンチンに求め、FAdeAで航空機開発を継続。無尾翼グライダー・I.Ae.34とI.Ae.41、デルタ翼機・I.Ae.37、四発全翼輸送機・I.Ae.38などを開発したが、いずれも量産化には至らなかった。最後まで全翼・無尾翼機に情熱を注ぎ、晩年の1989年末には、無尾翼の小型モーターグライダー・ナイキ PUL9を試作した。1994年、アルゼンチンのビリャ・ヘネラル・ベルグラーノにある自宅農場で死去。